# SKE48的炸蝦週五夜
《SKE48的炸蝦週五夜》（日语：SKE48のエビフライデーナイト，常簡稱為（Ebinai））是日本電視台自2013年10月5日至同年12月21日播出、以關東地區為主要播放範圍的綜藝節目。由搞笑藝人大久保佳代子擔任主持人的該節目是女性偶像團體SKE48的冠名節目之一，於每週五夜間25時58分（相當於週六凌晨1時58分）播出，每集片長30分鐘。

## 簡介
《炸蝦週五夜》是以東海地區名古屋為主要活動據點的SKE48為常態演出成員，在以日本首都東京為主的關東都會圈播放的綜藝節目。節目主持人、搞笑團體綠洲二人組成員之一的大久保佳代子除了以毒舌敢言的熟女形象受歡迎外，本身也是名古屋所在的愛知縣出身之知名藝人。與一般日本綜藝節目中主持人經常只是擔任司儀負責串場導引節目流程的角色不太相同，作為此節目靈魂人物的她在節目中擔任「大久保製作人」（大久保P）角色，除了在每集的節目中設定喜歡的課題讓SKE的成員進行挑戰外，也會根據成員們當集的表現以自己的獨斷意見在節目末尾安排成員們在雛壇上的站位，命名為「大久保選拔」。
在AKB48集團的各姊妹團體中，SKE48向來是以努力型偶像的團體風格自居，但是相比起以大阪為據點、成員大部分出身自關西各縣的NMB48，與因為上節目時口才優秀、綜藝實力受到肯定而大紅的指原莉乃所領軍的HKT48，連SKE48的成員們都自承該團體在綜藝能力上遜於其他姊妹團體。因此，《炸蝦週五夜》的節目企畫主旨就是希望能透過主持人大久保的協助，開發SKE48成員的綜藝能力，甚至從其中挖掘出新的綜藝王牌。因此，大久保選拔會無視各SKE成員的入團期數、歌迷票選總選舉排名等既有的資歷與知名度指標，單純就成員們的綜藝能力表現作評價。
《炸蝦週五夜》是以毛利忍、齋藤匠為主的日本電視台綜藝節目製作團隊自2013年9月播畢的《HKT48豚骨魔法少女學院》（HKT48トンコツ魔法少女学院）之後，再次與AKB48集團合作的冠名綜藝節目。該團隊上一次與SKE48的合作，則可回溯到2013年4月7日播畢的《SKE48的魔法廣播3》（SKE48のマジカル・ラジオ3）。不過，《魔法廣播》系列是以舞台劇風格的劇情故事為主幹、中間穿插一些即興綜藝表演單元的作品，與《炸蝦週五夜》有較多成員同時參與演出、純綜藝節目的風格設定不同，因此後者可說是SKE48在關東真正的第一個綜藝節目作品。

## 演出人員
- 大久保佳代子（綠洲二人組（日语：オアシズ））：主持人。
- SKE48：每集約有15至16名成員輪流參與。以下名單是截至節目第七集為止曾參與過的成員，依照48集團的出席編號排序。
  - Team S：石田安奈、江籠裕奈、大矢真那、木崎由里亞（木﨑ゆりあ）、齐藤真木子、佐藤聖羅、出口陽、中西優香、新土居沙也加[註 6]、松井珠理奈、向田茉夏、矢方美紀
  - Team KII：内山命、大場美奈、加藤琉美（加藤るみ）、佐藤实绘子、柴田阿弥、須田亞香里、高柳明音、二村春香、古川愛李、松本梨奈
  - Team E：東李苑、金子栞、木下有希子、木本花音、菅奈奈子（日语：菅なな子）、古畑奈和、松井玲奈
  - 研究生：北川綾巴、松村香織
- 特別來賓
  - 配合各集的主題，經常會邀請不同的來賓配合演出。詳細的出場名單列於節目內容章節中。

## 節目內容
下表中各集播放日期以官方節目表中所註記之日期為準（實際上播放日期為翌日）。在該集節目中表現最出色獲得大久保製作人認可的成員，將會在每集末尾被選作「大久保center」，在隔週節目的雛壇隊形中坐在第一排正中央的位置上。
| 各集內容 | 各集內容       | 各集內容                                        | 各集內容              | 各集內容                                              |
| 集       | 播放日期       | 主題                                            | 大久保center          | 特別來賓/备注                                         |
| -------- | -------------- | ----------------------------------------------- | --------------------- | ----------------------------------------------------- |
| 1        | 2013年 10月4日 | 大久保製作人認真面試 （大久保Pガチ面接）                       | 向田茉夏              | -                                                     |
| 2        | 10月11日       | 拍馬屁錦標賽 開賽 （ヨイショ選手権 開催）                          | 古畑奈和              | 山本榮治（不平衡二人組） Hoikenta（）                 |
| 3        | 10月18日       | SKE48写生大会 （SKE48写生大会!）                              | 古川愛李              | -                                                     |
| 4        | 10月25日       | OL大運動会 （OL大運動会）                                 | 矢方美紀              | 实况播报：蛯原哲 （日本电视台主播）                   |
| 5        | 11月1日        | 紧急企劃！ 成人SKE48開賽 （緊急企画! アダルトSKE48開催）                   | 佐藤实绘子 ↓ 松本梨奈 | 審査員：新宿2丁目男大姊軍団 （新宿2丁目オネエ軍団） 实况播报：蛯原哲     |
| 6        | 11月8日        | 为《Young Magazine》的封面拍攝机会認真对决 （「ヤングマガジン」の表紙をかけたガチ対決） | 佐藤实绘子            | 《Young Magazine》编辑部：矢野雄一郎 摄影师：薮下剛士 |
| 7        | 11月15日       | 测验SKE48的不可思议发现！ （クイズSKE48ふしぎ発見!）                  | 柴田阿弥              | 助理主持人：上重聰 （日本电视台主播）                 |
| 8        | 11月22日       | 可爱锦标赛决赛 （かわいいグランプリファイナル）                             | 齐藤真木子            | 实况播报：矢野武                                      |
| 9        | 11月30日       | 重复角色消灭委员会 （キャラかぶり撲滅委員会）                         | 北川綾巴              | 助理主持人：上重聰                                    |
| 10       | 12月7日        | 偶像大喜利“Ebi点” （アイドル大喜利「エビ点」）                          | 大場美奈              | -                                                     |
| 11       | 12月14日       | Center争夺赛开办!! （センター入れ替えマッチ開催!!）                         | 大久保Center選抜10人  | 实况播报：新谷保志 （日本电视台主播）                 |
| 12       | 12月21日       | 我与Center牵手SP! （私をセンターに連れてってSP!）                          | 高柳明音              | 实况播报：新谷保志 （日本电视台主播）                 |

## 外部連結
- SKE48的炸蝦週五夜（日本電視台）（日語）